# Carlo Grippo
Carlo Grippo (* 18. Januar 1955 in Rom) ist ein ehemaliger italienischer Mittelstreckenläufer, der sich auf die 800-Meter-Distanz spezialisiert hatte.
Bei den Olympischen Spielen 1976 in Montreal wurde er Achter.
1978 schied er bei den Leichtathletik-Europameisterschaften in Prag im Vorlauf aus, und 1979 wurde er bei den Leichtathletik-Halleneuropameisterschaften in Wien Vierter.
Bei den Olympischen Spielen 1980 in Moskau erreichte er das Halbfinale, und beim Leichtathletik-Weltcup 1981 in Rom wurde er Siebter.
Sechsmal wurde er Italienischer Meister über 800 m (1974, 1976, 1978–1981) und einmal über 1500 m (1980). In der Halle holte er zweimal den nationalen Titel über 800 m (1977, 1979) und einmal über 1500 m (1974).

## Persönliche Bestzeiten
- 400 m: 46,7 s, 8. Juli 1976, Turin
- 800 m: 1:45,3 min, 6. Juli 1976, Turin
  - Halle: 1:46,37 min, 24. Februar 1977, Mailand
- 1000 m: 2:18,2 min, 9. Juni 1977, Sacile
- 1500 m: 3:40,68 min, 3. Juli 1980, Mailand